# 男か女か
『男か女か』（おとこかおんなか、The Masquerader）は、1914年公開の短編サイレント映画。キーストン社による製作で、主演・監督はチャールズ・チャップリン。1971年に映画研究家ウノ・アスプランドが制定したチャップリンのフィルモグラフィーの整理システムに基づけば、チャップリンの映画出演24作目にあたる。

## あらすじ
映画俳優のチャーリーは、いろいろな作品に出演しては作品を台無しにしたり女優に手を出したりしたため、スタジオを解雇された。解雇されたチャーリーは女装してスタジオへの復帰を画策するが、ディレクターに看破されて再び干されることとなった。

## 作品
『多忙な一日』や『チャップリンの女装』と並ぶ、3本しかないチャップリンの女装映画の一つであり、別の面からみると『チャップリンの活動狂』や『チャップリンの道具方』に続く「撮影所の裏側でのドタバタ」を描いた作品。もっとも、チャップリンの伝記を著した映画史家のデイヴィッド・ロビンソンの見立てでは、『チャップリンの画工』、『レクリエーション』に続く「ただ機械的に生産されたとしか思えない」作品の一つに位置付けられ、キーストン・スタジオの内部が見られることとチャップリンの2度目の女装姿が見られるという点だけで命脈を保っていると論じている。

## キャスト
- チャールズ・チャップリン - 映画俳優
- ロスコー・アーバックル - 映画俳優
- チェスター・コンクリン - 映画俳優
- チャールズ・マレイ - 映画監督
- フリッツ・シェイド（英語版） - 悪漢に転じる俳優
- ミンタ・ダーフィ - 主演女優
- セシル・アーノルド（英語版） - 女優
- ヴィヴィアン・エドワーズ - 女優
- ハリー・マッコイ（英語版） - 俳優
- チャーリー・チェイス（英語版） - 俳優

ほか